# Barquet
Barquet település Franciaországban, Eure megyében. Lakosainak száma 449 fő (2022. január 1.). Barquet Berville-la-Campagne, Émanville, Grosley-sur-Risle, Le Plessis-Sainte-Opportune és Romilly-la-Puthenaye községekkel határos.

## Népesség
A település népességének változása:
| Lakosok száma | 302  | 316  | 289  | 343  | 431  | 442  | 449  | 448  | 448  | 449  |
|               | 1968 | 1982 | 1990 | 2006 | 2013 | 2015 | 2017 | 2019 | 2020 | 2022 |